# Круглов, Сергей Никифорович
Серге́й Ники́форович Кругло́в (19 сентября (2 октября) 1907, дер. Устье ныне Калязинского района Тверской области, — 6 июня 1977, Пушкинский район Московская область) — один из руководителей органов государственной безопасности СССР, Нарком (Министр) внутренних дел СССР с 1945 по 1956 год. Комиссар государственной безопасности 2-го ранга (4 февраля 1943), генерал-полковник (9 июля 1945). Член ВКП(б) с декабря 1928 года. Член ЦК КПСС (1952—56 гг.; кандидат в члены ЦК КПСС в 1939—52 гг.). Депутат Верховного Совета СССР (1946-58 гг.). Исключён из партии 6 июня 1960 года.

## Молодые годы
Родился в семье сельского кузнеца-молотобойца. С апреля 1921 года работал подпаском и пастухом в родной деревне, в зимнее время учился. Окончил начальную школу 2-й ступени в 1924 году. С июня 1924 года — секретарь, а с декабря этого года — председатель Никифоровского сельсовета (Ржевский уезд, Тверская губерния). С октября 1925 года — заведующий избой-читальней в с. Никифоровка. В 1926—1928 годах — ремонтный рабочий, слесарь совхоза «Вахонино» Ржевского уезда Тверской губернии. В 1928—1929 годах — член правления, председатель правления потребительского общества «Созвездие» (Тверская губерния).
В ноябре 1929 — декабре 1930 годов служил на срочной службе в РККА: младший автомеханик 3-го танкового полка в Московском военном округе.
С декабря 1930 — старший инструктор-механик учебно-опытного зерносовхоза № 2 (станция Тогузак, Кустанайская область, Казакская АССР).
С ноября 1931 года — студент Московского индустриально-педагогического института им. К. Либкнехта, окончил 2 курса. В 1934 году переведён слушателем японского отделения особого сектора Московского института востоковедения имени Н. Нариманова при ЦИК СССР. После его окончания с 1935 года был направлен учиться на восточное отделение Исторического Института красной профессуры, где окончил 2-й курс в 1937 году, учёбу не завершил.
С декабря 1937 года — ответственный организатор Отдела руководящих партийных органов (ОРПО) ЦК ВКП(б).

## На службе в госбезопасности и органах внутренних дел
В ноябре 1938 года (после прихода в НКВД СССР Л. П. Берии) был направлен в Наркомат внутренних дел в качестве особоуполномоченного, ему присвоили специальное звание «старший майор госбезопасности».
С февраля 1939 по февраль 1941 года заместитель наркома внутренних дел СССР по кадрам — начальник отдела кадров НКВД СССР. В феврале—июле 1941 года первый заместитель наркома внутренних дел СССР, одновременно в июне-июле член Совета по эвакуации при СНК СССР. С июля 1941 по апрель 1943 года заместитель наркома внутренних дел СССР, одновременно — член Военного совета фронта резервных армий (июль 1941), член Военного совета Резервного фронта (август-октябрь 1941), член Военного совета Западного фронта (октябрь-ноябрь 1941), командующий 4-й сапёрной армией в Приволжском военном округе. Участник Великой Отечественной войны. С апреля 1943 по декабрь 1945 года первый заместитель наркома внутренних дел СССР.
С декабря 1945 года нарком внутренних дел СССР. С марта 1946 по март 1953 года — министр внутренних дел СССР.
В 1939—1952 годах — кандидат в члены ЦК ВКП(б), в 1952—1956 годах — член ЦК КПСС.
После смерти И. В. Сталина, когда министерства внутренних дел и государственной безопасности были объединены в единое ведомство под руководством Л. П. Берии, 11 марта 1953 года был назначен первым заместителем министра внутренних дел СССР. Существует свидетельство, что Круглов принимал активное участие в подготовке снятия Берии, готовил операцию по его ликвидации. После ареста Л. П. Берии 26 июня 1953 года назначен на освободившуюся должность министра внутренних дел СССР, и в его подчинении оказался весь карательный аппарат СССР. Несмотря на то, что он являлся соратником Л. Берии, ему была поручена задача отстранить от должности и при необходимости произвести аресты нескольких десятков наиболее одиозных деятелей бывшего НКВД СССР и затем приступить к реформированию Министерства внутренних дел СССР. Круглову приписывается инициатива создания Комитета государственной безопасности при Совете министров СССР, который был образован 13 марта 1954 года путём выделения из состава МВД СССР «оперативно-чекистских управлений и отделов».

## Отстранение от МВД, пенсия
В глазах нового партийного руководства Круглов, однако, оставался «подручным Берии». Началом заката его карьеры стало его снятие с должности министра в МВД СССР в январе 1956 года и перевод на малозначимую должность заместителя министра строительства электростанций СССР, где он мог приложить опыт руководства строительством, накопленный им в годы курирования Главпромстроя в системе ГУЛага. В августе 1957 года был переведён на должность заместителя председателя Совета народного хозяйства Кировского экономического административного района.
В июле 1958 года уволен на пенсию по инвалидности. В 1959 году был лишён генеральской пенсии и выселен из элитной квартиры, а 6 июня 1960 года — исключён из партии за «грубые нарушения социалистической законности». Остаток своей жизни провёл скромно. 6 июня 1977 года погиб, попав под поезд возле платформы Правда Ярославского направления Московской железной дороги.
Похоронен на Новодевичьем кладбище в Москве.

## Семья
В 1934 году женился на Таисии Дмитриевне Остаповой (1910—1984), дочь Ирина (1935—2011), сын Валерий (1937—2009).

## Специальные звания
- 28.12.1938 — старший майор госбезопасности.
- 04.09.1939 — комиссар госбезопасности 3-го ранга.
- 04.02.1943 — комиссар госбезопасности 2-го ранга.

## Воинские звания
- 09.07.1945 — генерал-полковник.

## Награды
- 5 орденов Ленина (20.09.1943 — за особые заслуги по «усилению производства вооружений и боеприпасов в трудных условиях военного времени»; 16.09.1945 — «за успешное выполнение специального задания правительства, связанного с проведением Потсдамской конференции»; 29.10.1949 — в связи с успешным испытанием первой советской атомной бомбы; 08.12.1951 — за успешные испытания атомных бомб на земле и в воздухе; 19.09.1952 — за строительство Волго-Донского судоходного канала)
- Орден Красного Знамени (26.04.1940 — «за выполнение заданий правительства по охране государственной безопасности»)
- Орден Суворова 1-й степени — (08.03.1944 — за проведение операций по выселению карачаевцев, калмыков, чеченцев и ингушей в восточные районы СССР (лишён ордена 4.04.1962))
- Орден Кутузова 1-й степени (24.02.1945 — за выполнение специального задания правительства, связанного с проведением Крымской конференции)
- Орден Кутузова 2-й степени (20.10.1944 — за «очистку западных областей Украины от оуновцев»)
- 2 ордена Красной Звезды (21.02.1942 — «за образцовое выполнение заданий правительства по строительству укреплённых рубежей против немецко-фашистских захватчиков»; 25.06.1954 — за выслугу 15-ти лет в системе органов внутренних дел)
- Медаль «За боевые заслуги» (06.09.1949, за выслугу лет)
- Медаль «За оборону Москвы» (01.05.1944)
- Медаль «За оборону Кавказа» (01.05.1944)
- Медаль «За победу над Германией в Великой Отечественной войне 1941—1945 гг.» (09.05.1945)
- Юбилейная медаль «Двадцать лет Победы в Великой Отечественной войне 1941—1945 гг.» (07.05.1965)
- Юбилейная медаль «Тридцать лет Победы в Великой Отечественной войне 1941—1945 гг.» (25.04.1975)
- Медаль «За победу над Японией» (30.09.1945)
- Юбилейная медаль «30 лет Советской Армии и Флота» (22.02.1948)
- Юбилейная медаль «40 лет Вооружённых Сил СССР» (18.12.1957)
- Юбилейная медаль «50 лет Вооружённых Сил СССР» (26.12.1967)
- Медаль «В память 800-летия Москвы» (20.09.1947)
- Знак «Заслуженный работник НКВД» (04.02.1942)
- награда «AWARD OF THE LEGION OF MERIT» («За большие заслуги (Командорской степени)» (26.07.1945, США) — «за очень чёткую и отличную службу и исполнение крайне ответственных обязанностей в период с 22 июня по 25 июля 1945 года… Его собственная самоотверженная служба в сочетании с тесным сотрудничеством с командованием Штаба США Берлинской зоны заслужили самой высокой похвалы и прекрасно показали превосходное качество работы награждённого.»
- рыцарский орден The Most Excellent Order of the British Empire (Превосходным Орденом Британской империи) с присвоением звания Рыцаря Командора этого ордена (30.07.1945, Великобритания) — «своими чёткими указаниями и плодотворным сотрудничеством с Британским командованием он, несомненно, способствовал успешному проведению и обеспечению безопасности конференции».